# Ofensiva Gorlice-Tarnów
A ofensiva Gorlice-Tarnów durante a Primeira Guerra Mundial foi inicialmente concebida como uma pequena ofensiva alemã para aliviar a pressão russa sobre os austro-húngaros ao sul na Frente Oriental, mas resultou no principal esforço ofensivo das Potências Centrais de 1915, causando o total colapso das linhas russas e sua retirada para dentro da Rússia. A série contínua de ações durou a maior parte da temporada de campanha de 1915, começando no início de maio e só terminando devido ao mau tempo em outubro.
Mackensen via garantir um avanço como a primeira fase de uma operação, que levaria a uma retirada russa do Passo de Dukla e suas posições ao norte do Vístula.

## Resultado

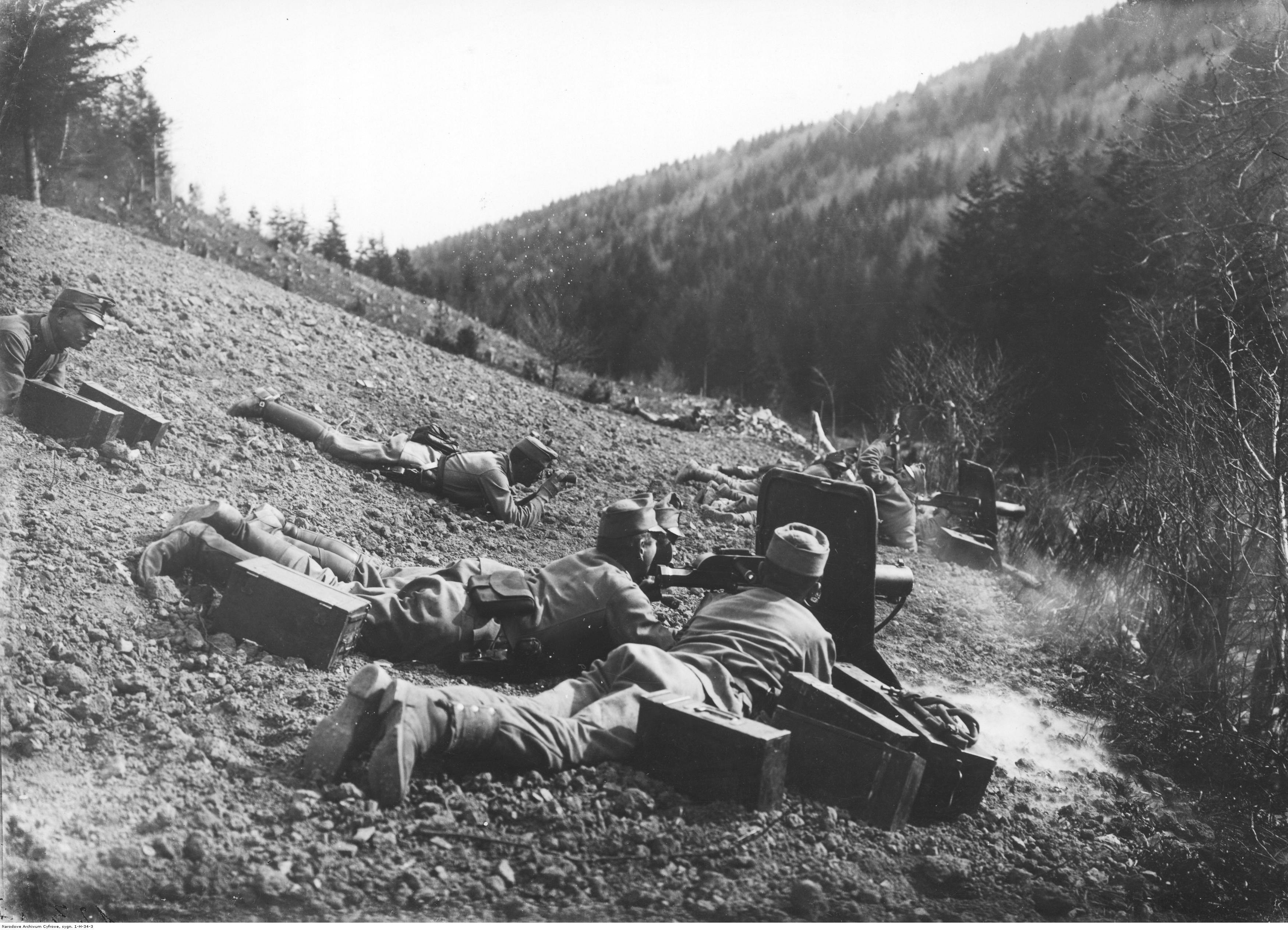
Tropas predominantemente polonesas do Exército Austro-Húngaro disparam contra as forças imperiais russas entrincheiradas na colina Pustki, nas montanhas dos Cárpatos.

O coronel Hans von Seeckt propôs que o Décimo Primeiro Exército avançasse para o norte em direção a Brest-Litovsk, com seus flancos protegidos pelos rios Vístula e Bug. Mackensen e Falkenhayn apoiaram essa estratégia de atacar a saliência russa na Polônia e forçar uma batalha decisiva. Ober Ost, liderado por Paul von Hindenburg e Erich Ludendorff, atacaria em direção ao sudeste, enquanto Mackensen virava para o norte, e o Segundo Exército Austro-Húngaro atacava a leste 

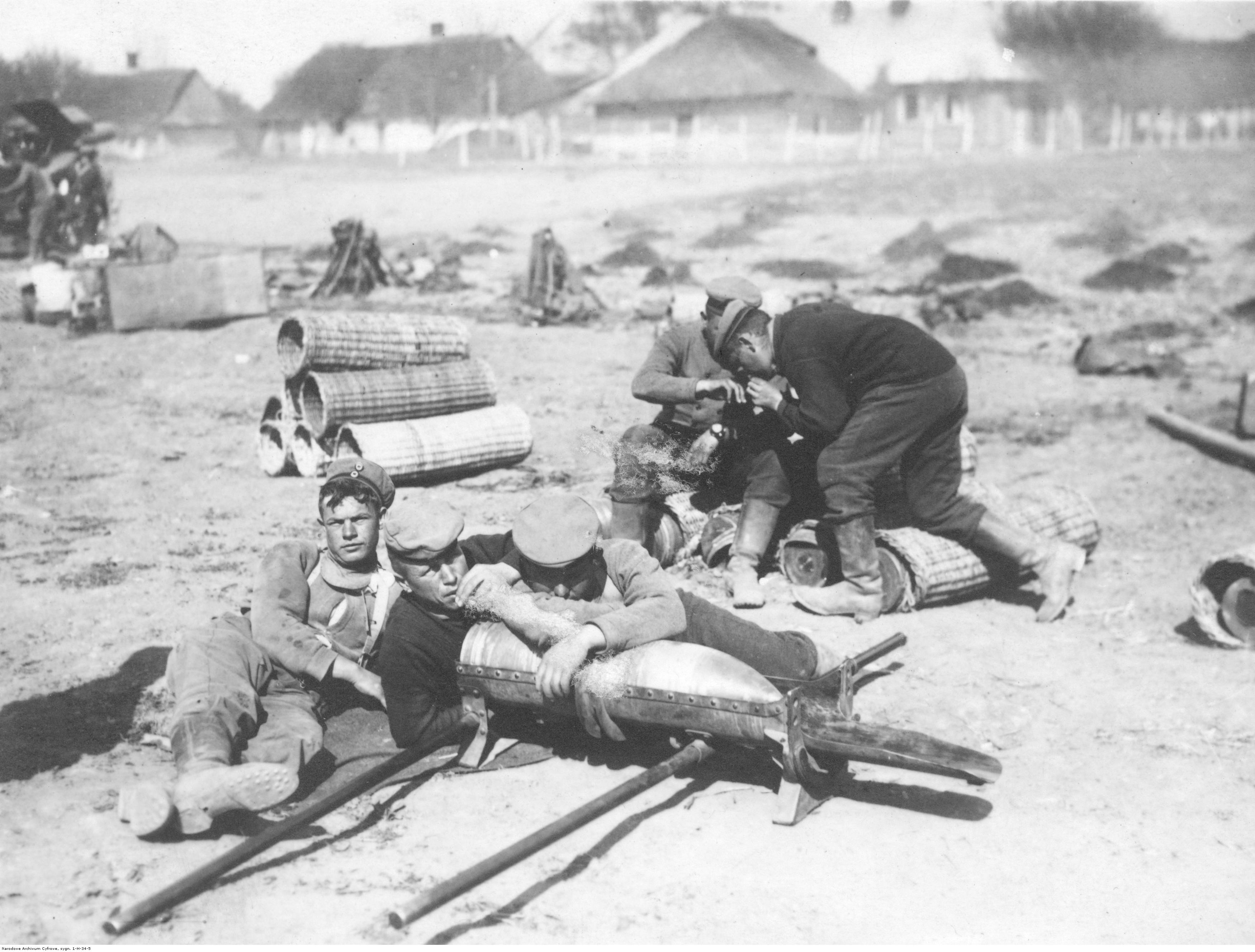
Projétil de artilharia de 210 mm usado pelas forças austro-húngaras.

O Grão-Duque Nicolau emitiu ordens que cederam à pressão passo a passo, evacuando tanto a Galiza como o saliente polaco para endireitar a sua linha da frente, esperando ganhar tempo para adquirir as armas de que tanto precisavam, por exemplo 300 000 espingardas. Este enorme movimento é conhecido como o Grande Retiro de 1915. Varsóvia foi evacuada e caiu para o novo Décimo Segundo Exército Alemão em 5 de agosto e, no final do mês, a Polônia estava inteiramente nas mãos dos austro-alemães.

## Ordem de Batalha

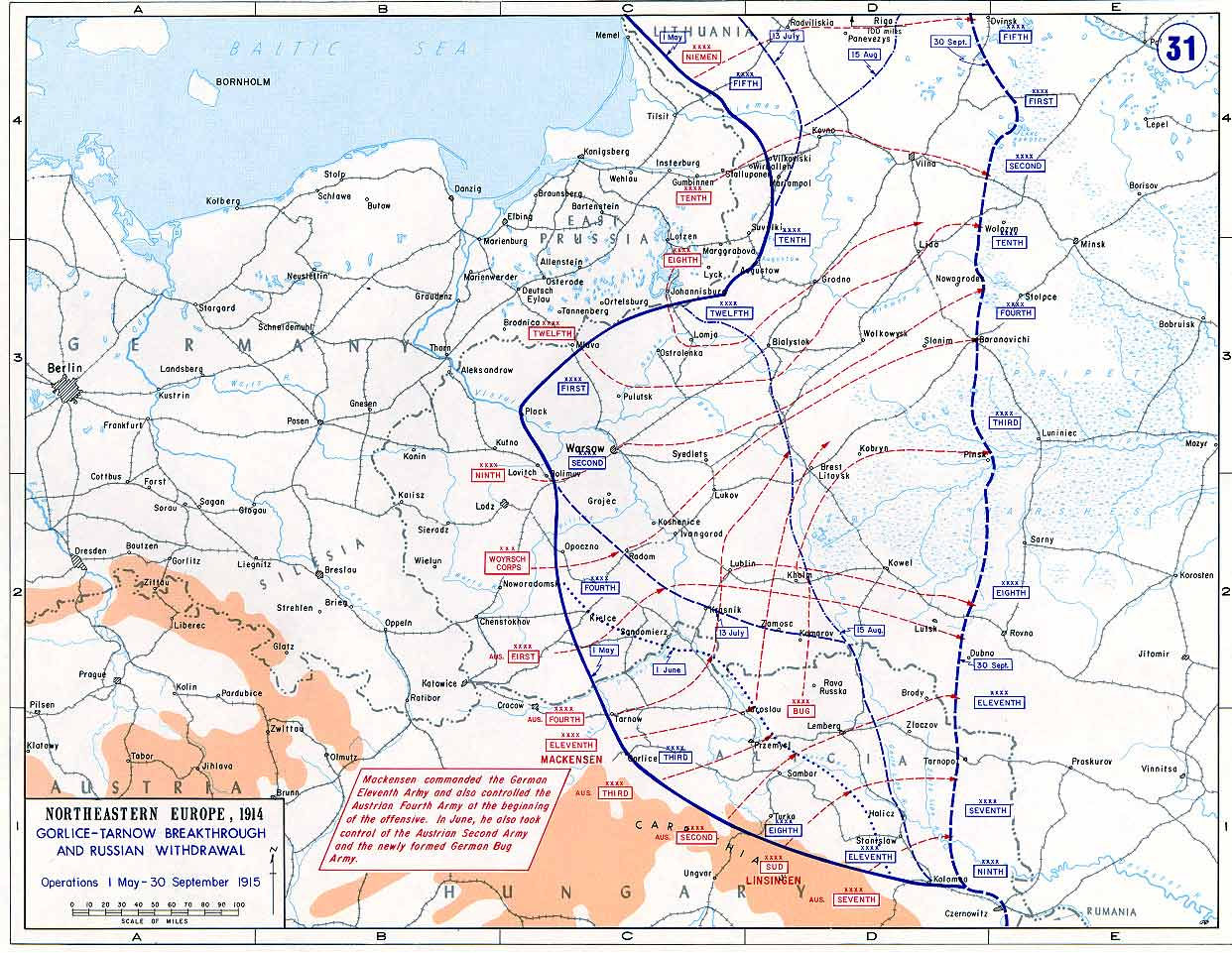
Avanço Gorlice-Tarnów e retirada russa.

Potências Centrais (arranjadas de norte a sul):
4º Exército Austro-Húngaro (unidades austro-húngaras, salvo indicação em contrário):
- Divisão Combinada “Stöger-Steiner”;
- XIV Corpo de exército (47ª Divisão de Reserva Alemã, Grupo Morgenstern, 8ª e 3ª Divisões de Infantaria);
- IX corpo (106ª Landsturm e 10ª Divisões de Infantaria);
- Na reserva atrás do IX Corpo: 31ª Brigada de Infantaria (“Brigada Szende”), 11ª Divisão Honved de Cavalaria.

11º Exército alemão (unidades alemãs, salvo indicação em contrário):
- Corpo de Guardas (1ª e 2ª Divisões de Guardas);
- VI Corpo Austro-Húngaro (39ª Divisão de Infantaria Honrada e 12ª Divisão de Infantaria);
- XXXXI Corpo de Reserva (81ª e 82ª Divisões de Reserva);
- Corpo Combinado “Kneussl” (119ª e 11ª Divisões de Infantaria da Baviera);
- Na reserva: X Corps (19ª e 20ª Divisões de Infantaria).

3º Exército Austro-Húngaro,
- X Corps (21ª Landsturm, 45ª Landsturm, 2ª Infantaria e 24ª Divisões de Infantaria)

3º Exército Russo (norte a sul):

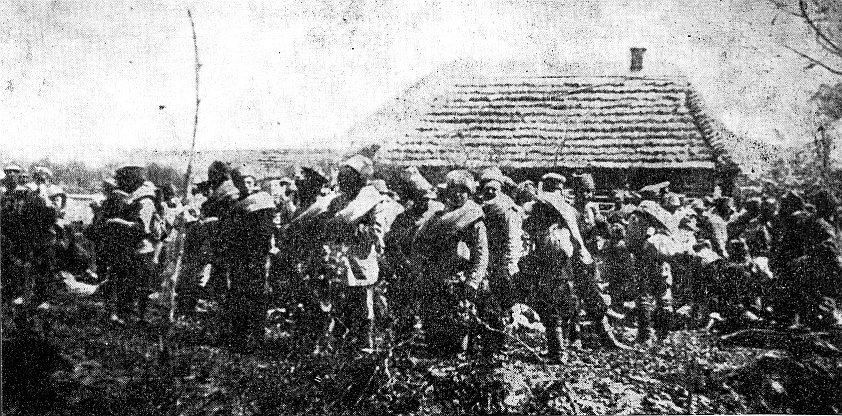
Prisioneiros de guerra russos após a batalha.

- IX Corpo (3 brigadas de milícia, 3 regimentos de 5ª Divisão de Infantaria, 2 brigadas de milícia, 3 regimentos de 42ª Divisão de Infantaria, 70ª Divisão de Reserva, 7ª Divisão de Cavalaria [na reserva]);
- X Corps (31ª Divisão de Infantaria e 61ª Divisão de Reserva, 3 regimentos da 9ª Divisão de Infantaria);
- XXIV Corps (3 regimentos da 49ª Divisão de Infantaria, 48ª Divisão de Infantaria e 176º (Perevolochensk) Regimento de Infantaria da 44ª Divisão de Infantaria);
- XII Corps (12ª Divisão de Fuzileiros da Sibéria, 12ª e 19ª Divisões de Infantaria e 17º (Chernigov) Regimento de Hussardos);
- XXI Corps (3 regimentos da 33ª Divisão de Infantaria e 173º (Kamenets) Regimento da 44ª Divisão de Infantaria);
- XXIX Corps (Brigada da 81ª Divisão de Infantaria, 3ª Brigada de Fuzileiros, 175º (Batursk) Regimento de Infantaria da 44ª Divisão de Infantaria e 132º (Bender) Regimento de Infantaria da 33ª Divisão de Infantaria);
- 11ª Divisão de Cavalaria.

Atrás das linhas de frente russas: Espalhados na retaguarda do 3º Exército:
- 3ª Divisão de Cossacos do Cáucaso, 19º (Kostroma) Regimento de Infantaria da 5ª Divisão de Infantaria, 33º (Elets) Regimento de Infantaria da 9ª Divisão de Infantaria; 167º (Ostroisk) Regimento de Infantaria da 42ª Divisão de Infantaria;

Reserva do Exército:
- Brigada da 81ª Divisão de Infantaria, 3 regimentos da 63ª Divisão de Reserva, Corpo de Cavalaria Composto (16ª Divisão de Cavalaria (menos 17º Regimento de Hussardos), 2ª Divisão Cossaca Consolidada); 3ª Divisão Don Cossack